# İnsan Hakları Derneği
Der İnsan Hakları Derneği (İHD), zu Deutsch Menschenrechtsverein, ist ein Verein mit Sitz in Ankara, der sich für die Einhaltung der Menschenrechte in der Türkei einsetzt.
Der İHD hat 34 Zweigstellen und ca. 17.000 Mitglieder. In drei weiteren Städten ist er in Form von Vertretungen präsent.

## Geschichte
Die Organisation wurde am 17. Juli 1986 von 98 Personen gegründet. Dazu gehörten Anwälte, Journalisten, Intellektuelle, aber vor allem Angehörige von politischen Gefangenen. Sie setzt sich für die Einhaltung der Menschenrechte in allen Bereichen ein. Im Jahre 1992 wurde die Satzung des İHD um humanitäre Aspekte entsprechend den Genfer Konventionen erweitert. Seitdem werden auch Menschenrechtsverletzungen bewaffneter Gruppen im Kriegsfall kritisiert.

## Aufbau und Kampagnen
Der 24-köpfige Vorstand wird auf den alle zwei Jahre stattfindenden Vollversammlungen gewählt. Sowohl die Zentrale in Ankara als auch die Zweigstellen haben je nach Bedarf Kommissionen zu Themen wie Stellung der Kurden in der Türkei, Rechte von Frauen und Kindern, Freiheitsentziehung nach politischen Urteilen und Folter eingerichtet.
Auf der Grundlage der Menschenrechte tritt sie gegen die Todesstrafe, Folter und Militarismus ein. Die IHD vertritt die Prinzipien fairer Gerichtsverhandlungen, von Meinungs- und Religionsfreiheit sowie Versammlungsfreiheit.
Einige der zahlreichen Kampagnen des Vereins waren: Gedankenfreiheit (2001), Generalamnestie (1999), Aufhebung der Todesstrafe (1999), Gedankenfreiheit (1999), Aufhebung der Staatssicherheitsgerichte (1997). Im Jahre 2004 wurde ein Projekt „Schweig nicht angesichts der Folter“ (İşkenceye Sessiz Kalma) ins Leben gerufen.

## Verfolgungssituation
Seit der Gründung hat der İHD sowohl mit rechtlichen Eingriffen in seine Arbeit aber auch mit direkter Gewalt von Einzelpersonen oder nationalistisch motivierten Kreisen zu kämpfen gehabt. Dazu führt der Verein auf seiner Internetseite an, dass mehr als 400 Verfahren gegen Vorstandsmitglieder des Vereins eröffnet wurden. Die Gouverneure einzelner Provinzen ließen die Zweigstellen insgesamt 30 Mal schließen. Gegen den Vorsitzenden der Zweigstelle Diyarbakır, die zwischen 1997 und 2000 geschlossen war, Osman Baydemir wurden in einem Jahr 60 Ermittlungs- und Strafverfahren eröffnet. Im Jahre 2000 wurden gegen die Zweigstelle Izmir ebenfalls 60 Verfahren eröffnet. Wegen Reden in den Jahren 1995 und 1996 wurde der ehemalige Vorsitzende Akın Birdal zu 20 Monaten Haft verurteilt, von denen er 14 Monate verbüßte.
Daneben listet der İHD 14 Personen auf, die als Mitglieder des Vereins ermordet wurden. Am 12. Mai 1998 entging Akın Birdal nur knapp dem Tod, als zwei Angreifer im Büro des İHD 14 Schüsse auf ihn abfeuerten. Am 25. November 1999 überfiel eine Gruppe von 30–35 Personen aus dem Umfeld der Partei der Nationalistischen Bewegung (MHP) das Büro und verprügelten den neuen Vorsitzenden Hüsnü Öndül. Amnesty International hat mehrfach durch Eilaktionen auf Bedrohungen der Aktivisten im İHD hingewiesen, u. a. durch eine Aktion für Eren Keskin, die Vorsitzende der Zweigstelle Istanbul.

## Bekannte Mitglieder
Selahattin Demirtaş, Vorsitzender der Halkların Demokratik Partisi, war vor seiner Wahl im Jahre 2007 zum Abgeordneten in der Großen Nationalversammlung der Türkei der Vorsitzende der Zweigstelle Diyarbakır. Dieses Amt hatten vor ihm auch Osman Baydemir und der ehemalige Abgeordnete Hatip Dicle inne.
Der Vorsitzende des Volkskongresses Kurdistan, Zübeyir Aydar, der zusammen mit Hatip Dicle Abgeordneter in der Großen Nationalversammlung der Türkei war, begann seine Karriere als Vorsitzender der Zweigstelle Siirt.
Muharrem Erbey, IHD-Vizepräsident und Präsident der Niederlassung Amed (Diyarbakır), erhielt 2012 den Internationalen Ludovic-Trarieux-Menschenrechtspreis.
Nebahat Akkoc, Frauenrechtlerin, war zwischen 1994 und 1996 im Vorstand tätig.

## Kritik
Die Schriftstellerin und İHD-Mitgründerin Adalet Ağaoğlu trat 2005 aus dem İHD aus und warf diesem vor, er betreibe eine „PKK-nahe, rassistisch-nationalistische Politik“.